# Картанайте, Мария
Мария Картанайте (лит. Marija Kartanaitė; 10 января 1932 — 17 декабря 2017) — литовская шахматистка, десятикратная победительница чемпионата Литовской ССР по шахматам среди женщин (1956, 1957, 1958, 1963, 1964, 1966, 1967, 1969, 1970, 1980).

## Биография
Мария Картанайте по профессии была учителем. Работала в Литовском школьном и молодёжном центре, до этого — в Вильнюсском дворце пионеров, где воспитала несколько поколений юных шахматистов.
Мария Картанайте на чемпионате Литовской ССР по шахматам среди женщин завоевала 20 медалей: 10 раз была чемпионкой Литвы (1956, 1957, 1958, 1963, 1964, 1966, 1967, 1969, 1970, 1980), 9 раз завоевала серебро (1953, 1954, 1955, 1959, 1961, 1968, 1976, 1978, 1979) и один раз — была третьей (1977). В 1967 году она участвовала в чемпионате СССР по шахматам среди женщин по швейцарской системе, где в 13 турах набрала 6½ очков и поделила 31.—42. места.
В 1971 и 1972 годах Мария Картанайте выиграла чемпионат сельских обществ СССР по шахматам среди женщин. в 1973 году в Брно она выиграла золото на чемпионате сельских ассоциаций социалистических стран по шахматам среди женщин. На Всемирных литовских спортивных играх она выиграла женские шахматные турниры в 1995 и 1998 годах.
В августе 2012 года Мария Картанайте участвовала в Европейском чемпионате по шахматам среди ветеранов в Каунасе.
В составе сборной Литовской ССР участница 3-х чемпионатов СССР между командами союзных республик (1958—1959, 1972). В составе сборной Литвы участница 2-го командного чемпионата мира среди ветеранов в категории 50+ (2014) в Вильнюсе.
Её дочь Раса Бандзене (1961 г. р.) пошла по стопам матери и трижды выигрывала чемпионат Литвы по шахматам среди женщин. Зять Альгирдас Бандза — международный мастер по шахматам.
Тренировала Эдуардаса Розенталиса, Лину Стасюнайте, Расу Бандзене.

## Награды
- Почётный спортивный крест (к 80-летию за большой вклад в развитие шахматного спорта в Литве), 2012 г.